# Sandy Casar
Sandy Casar (ur. 2 lutego 1979 w Mantes-la-Jolie) – francuski kolarz szosowy, zawodnik grupy UCI ProTour FDJ. Z tą ekipą jest związany od 2000 roku, czyli od początku swojej zawodowej kariery.
Specjalizuje się w jeździe po górach. Często widać go w ucieczkach, szczególnie na górskich etapach. Potrafi także rozstrzygać na swoją korzyść finisz z małej grupki.
Sandy Casar został kolarzem zawodowym w 2000 roku, przechodząc do FDJ z amatorskiej grupy Jean Floch-Mantes. Już w 2002 roku, w wieku 23 lat, dał się poznać jako dobrze rokujący zawodnik, zajmując 2. miejsce w Paryż-Nicea. Rok później ukończył na wysokim 13. miejscu Giro d’Italia i wygrał etap Tour de Suisse. W 2004 finiszował 16. podczas Tour de France, zajął także 2. miejsce w wyścigu Route du Sud, który rok później udało mu się wygrać.
Dużym sukcesem w karierze Francuza było Giro d’Italia w 2006 roku. Ukończył je na 6. miejscu, ustępując tylko takim zawodnikom, jak Ivan Basso, Paolo Savoldelli. Gilberto Simoni czy Damiano Cunego.
W 2007 roku Casar wygrał swój pierwszy etap Tour de France. Udało mu się to, mimo kolizji z psem na tym samym etapie. Podczas następnej edycji Tour de France próbował rozstrzygnąć na swoją korzyść 16. etap, zajął jednak drugie miejsce za Cyrilem Dessel. W klasyfikacji generalnej uplasował się na 14. pozycji. Późniejsza dyskwalifikacja Bernharda Kohla (3. miejsce), sprawiła, że oficjalnie przyznano mu 13. pozycję.
Dwa następne lata to czas kolejnych sukcesów w Wielkiej Pętli. W 2009 roku Casar ponownie zajął 2. miejsce na 16. etapie. Tym razem przegrał z Mikelem Astarlozą, ale po wykryciu w organizmie Hiszpana śladów EPO i jego późniejszej dyskwalifikacji, Casar został oficjalnie zwycięzcą etapu.
W 2010 roku wygrał 9. etap Tour de France, wyprzedzając na finiszu Luisa Leóna Sáncheza i Damiano Cunego.

## Najważniejsze zwycięstwa i sukcesy
- 2002 
  - 1. miejsce na 4. etapie Circuit Franco-Belge
  - 2. miejsce w Paryż-Nicea
    - 1. miejsce w klasyfikacji młodzieżowej

  - 3. miejsce w Paryż-Camembert
  - 5. miejsce na 15. etapie Tour de France
- 2003
  - 1. miejsce na 4. etapie wyścigu Tour de Suisse
  - 2. miejsce w GP Le Télégramme
  - 13. miejsce w Giro d’Italia
    - 6. miejsce na 21. etapie (jazda indywidualna na czas)

  - 4. miejsce w Paryż-Camembert
- 2004
  - 1. miejsce na 2. etapie Tour du Poitou-Charentes
  - 4. miejsce w Paryż-Camembert
  - 2. miejsce na 7. etapie Dauphiné Libéré
  - 2. miejsce w Route du Sud
  - 16. miejsce w Tour de France
  - 3. miejsce na 5. etapie
- 2005 
  - 3. miejsce w Paryż-Camembert
  - 6. miejsce na 7. etapie Giro d’Italia
  - 1. miejsce w Route du Sud
  - 2. miejsce na 12. i 19. etapie Tour de France

- 2006
  - 6. miejsce w Giro d’Italia
  - 5. miejsce w Route du Sud
- 2007
  - 2. miejsce na 10 etapie Tour de France
  - 1. miejsce na 18. etapie Tour de France
- 2008
  - 6. miejsce w Tour de Romandie
  - 13. miejsce w Tour de France
  - 19. miejsce w Vuelta a España
- 2009
  - 2. miejsce na prologu Tour de Romandie
  - 11. miejsce w Tour de France
    - 2. miejsce na 8. etapie
    - 1. miejsce na 16. etapie
- 2010 
  - 1. miejsce na 9. etapie Tour de France
  - 2. miejsce na 16. etapie Tour de France
- 2011
  - 1. miejsce w Paryż-Camembert
  - 5. miejsce w Route du Sud
  - 3. miejsce na 9. i 17. etapie Tour de France
  - 3. miejsce w Tour du Finistère
- 2012
  - 2. miejsce na 12. etapie Giro d’Italia